# 히틀러 청소년단

히틀러 청소년단 단기

히틀러 청소년단(독일어: Hitlerjugend 히틀러유겐트[*], HJ)는 나치 독일의 나치당이 조직한 청소년 단체이다. 1922년 설립되었으며 1926년 "독일 노동자 청소년 연맹 히틀러 청소년단"이라는 이름을 부여받았다. 히틀러 청소년단은 1936년에서 1945년까지 독일 내의 유일한 공식 청소년 단체였고 나치에 의해 준군사조직화되었다. 가입 대상은 14세에서 18세 사이의 소년들로 그보다 어린 10세에서 14세 소년은 독일소년단에 가입하였다.
1945년 나치 독일의 항복 이후 사실상 해체되었다. 연합군 점령하 독일에서 군정을 담당한 연합군 통제위원회는 1945년 10월 10일 히틀러 청소년단을 다른 나치 산하 기구들과 함께 불법화하였다. 연합군의 군정 이후 수립된 독일 연방공화국의 형법 86조에 따른 반나치법에 따라 히틀러 청소년단은 "위헌 단체"로 규정되어 교육적 목적이나 연구 목적을 제회하고 그 상징물 등을 유포할 수 없다.

## 기원
1922년 뮌헨을 기반으로한 나치당은 자신들의 공식 청소년 단체를 조직하고 나치청소년연맹이라 이름붙였다. 나치당의 기관지 《푈키셔 베오바흐터》는 1922년 3월 8일자로 나치청소년연맹의 출범을 알렸고 5월 13일 첫 모임이 개최되었다. 한편 같은 해 뮌헨에서는 아돌프 히틀러 소년돌격대라는 이름의 또 다른 단체가 만들어졌다. 뮌헨과 바이에른 등지를 본거지로 삼은 이 단체는 청소년을 훈련하여 당시 나치당의 준군사조직이었던 돌격대의 일원이 되도록 하는데 목적이 있었다.
바이마르 공화국 시기 독일에는 여러 청소년 단체 운동이 활발하게 활동하고 있었기 때문에 나치당 역시 자신들만의 청소년 단체를 조직한 것은 어찌 보면 매우 당연한 결과였다. 당시 독일에는 종교나 정치적 목적의 청소년 단체가 여럿 있었고 대표적으로는 보수청소년단이나 개신교청소년단과 같은 것이 있었다. 언듯 보기에는 그저 청소년 교육활동에 불과해 보이는 이러한 단체들을 보면서 히틀러는 청소년 조직이 나치의 이념을 청소년에게 체내화시킬 수 있다는 점을 재빨리 간파하였다.
1923년 11월 뮌헨 폭동에 실패한 이후 나치의 청소년 조직은 표면상 해산하였으나 소단위 그룹들은 이름을 바꾸고 은밀한 비밀 조직으로 운영되었다. 1924년 4월 나치청소년연맹은 작센주 플라우엔 출신의 쿠르트 그루버의 주도로 대독일청소년운동으로 재조직되었다. 유사한 목적으로 창단된 게르하르트 로쓰바흐의 실청소년단과 얼마간의 주도권 싸움 끝에 대독일청소년운동은 나치당의 공식 청소년 조직으로 인정받게 되었고, 나치가 재창당을 한 지 1년이 지난 1926년 7월 4일 다시 독일노동청소년단 히틀러청소년연맹으로 개명하였다. 청소년 조직의 명칭에 히틀러의 이름을 쓰자는 것은 극연출가 출신의 나치당원 한스 세베루스 지글러의 아이디어였다.
1930년 히틀러 청소년단의 대원은 약 2만5천여 명을 넘었다. 히틀러 청소년단의 지도자들은 대원들보다 나이가 어린 10세에서 14세의 어린이를 대상으로 독일소년단을 조직하였고, 10세에서 18세의 소녀들을 대상으로는 독일소녀동맹을 조직하였다. 1931년 10월 30일 히틀러는 히틀러 청소년단을 에른스트 룀 휘하의 돌격대 공식 산하조직으로 선포하였다.

## 대원
1923년 당시 나치당 청소년 조직의 대원 수는 1천2백여 명을 약간 웃도는 수준이었다. 뮌헨 폭동 실패로 사실상 해체되었던 나치당은 1925년 재창당을 하였고 청소년 조직은 약간의 증가세를 보여 대원 수는 5천여 명이 되었다. 이로부터 5년 사이 나치당은 청소년 조직을 크게 키워 2만5천여 명까지 몸집을 불렸다. 이후 성장세를 탄 나치당의 청소년 조직은 1932년 말 107,956 명의 대원을 기록하였다. 1932년 당시 독일 수상이었던 하인리히 브뤼닝은 정치적 폭력 조장을 이유로 히틀러 청소년 운동을 금지하였다. 그러나 6월에 들어 브뤼닝은 실각하였고 그 뒤를 이은 프란츠 폰 파펜은 부분적으로 나치 청소년 조직의 활동 금지를 해제하면서 새로운 정치 스타로 떠오르고 있던 히틀러에게 유화적 모습을 보였다.
1932년 11월 독일 국가의회 선거에서 나치당은 독일 국가의회의 제1당이 되었고 1933년 1월 아돌프 히틀러는 독일의 수상이 되었다. 집권에 성공한 나치당은 곧바로 독일의 나치화에 착수하였고 청소년 조직 역시 예외가 아니었다. 히틀러는 발두어 폰 시라흐를 청소년 조직의 책임자로 임명하고 자신도 연방 청소년 지도자회의 총통이 되었다. 나치는 모든 청소년 단체가 시라흐의 지휘를 받도록 하였다.
나치당은 다른 청소년단체를 압박하여 이들이 히틀러 청소년단에 가맹하도록 강제하였고 그 결과 1933년 말이 되면 히틀러 청소년단은 대원 수 2백3십만 명에 달하는 거대조직으로 변화한다. 이듬해인 1934년 2월 18일 60만 명의 대원이 있던 루터교회의 복음청소년단도 히틀러 청소년단에 합병되었다. 1936년 12월 히틀러는 아예 히틀러 청소년단만을 공식적인 합법적 청소년 단체로 선언하였다.
1936년 12월 히틀러 청소년단의 대원은 5백만을 넘어셨다. 이 시기에 들어 히틀러는 〈히틀러 청소년단법〉을 제정하여 아리아인만이 가입할 수 있다는 조건을 달았다. 1939년에는 유대인의 자녀를 제외한 모든 독일 청소년들이 심지어 부모가 반대하는 경우라도 히틀러 유겐트에 의무적으로 가입하여야 하였다. 이에 반대하는 부모는 당국의 조사를 받아야 했다. 이로서 사실상 독일 청소년의 대다수가 히틀러 청소년단의 대원이 되었고 1940년 대원 수는 약 8백만 명을 헤아렸다.
가입이 의무화 되기 전인 1939년 이전에도 독일 청소년들은 히틀러 청소년단에 가입하라는 강한 압박을 받고 있었다. 가입하지 않은 학생에 대해서 학교는 "왜 나는 히틀러 청소년단원이 아닌가?"와 같은 숙제를 써올 것을 요구하였다. 교사와 같은 반 학생들은 미가입 학생들을 종종 놀림감으로 삼았고, 학교는 대학입학 자격시험인 아비투어 응시 기회를 박탈하기도 하였다. 사업장들 가운데는 히틀러 청소년단 경력이 없으면 채용을 꺼리는 곳도 있었다. 히틀러 청소년단만이 유일한 공식 청소년 단체가 된 1936년 이후 독일 내의 모든 청소년 스포르는 히틀러 청소년단이 관장하였다. 물론 이러한 사회적 압박은 독일의 모든 청소년을 나치화 하겠다는 발상에서 나온 것이었다.
준군사조직을 차용한 훈련의 특성상 언제나 중도 탈락자가 발생하였지만, 히틀러 청소년단의 경력 없이는 취직도 진학도 불가능하다는 것을 겪은 뒤엔 싫어도 다시 입단할 수 밖에 없었다. 히틀러 청소년단에서 나치즘을 거부하는 경우는 극히 드물었다. 한스 숄과 조피 숄 남매는 백장미단을 결성하며 저항하였지만 결국 발각되어 죽임을 당했다. 한스와 죠피 남매의 맏이였던 잉게 숄은 전쟁 이후인 1952년 이들의 삶과 죽음을 소개한 《아무도 미워하지 않는 자의 죽음》(원제 Die Weiße Rose, 백장미)를 출간하였다. 이 책은 대한민국에서 전체주의 독재에 항거하는 용기를 보여주는 사례로 널리 읽혔다.

## 조직

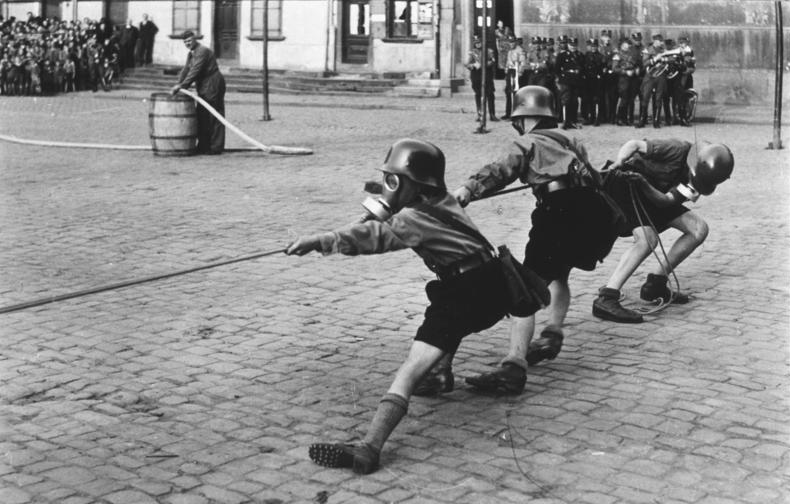
방독면을 쓰고 줄다리기 시합을 벌이는 히틀러 청소년단 대원

히틀러 청소년단은 14세에서 18세의 소년을 대상으로 군대식 조직으로 운용되었다. 가장 하위 단위는 지역 단위로 조직된 세포로 매주 한 차례의 집회를 가졌다. 집회에서는 성인 지도자가 대원들에게 나치즘을 교육하였다. 열두어 세포들이 모여 지구대를 구성하였고 이곳에서는 시기별로 각종 신체 단련과 제식 훈련 등이 이루어졌다. 히틀러 청소년단의 최대 집회는 해마다 뉘른베르크에서 열린 나치 전당 대회의 일환으로 개최된 독일 청소년 대회였다. 1936년 나치 전당 대회에서는 독일 각지에서 모인 10만 명의 히틀러 청소년단원과 함께 9백 명의 독일소녀동맹 단원이 참석하였다.
히틀러 청소년단은 미래의 나치당 지도자를 육성하기 위한 사관 훈련 제도를 운영하였고 독일 국방군의 사관 예비 과정도 운용하였다. 훈련 과정에 따라서는 대원의 앞길이 그대로 결정되는 경우도 있었다. 예를 들어 해병 히틀러 청소년단 과정을 밟은 단원은 졸업 후 자동으로 독일의 전쟁해군에 배속되었고 히틀러 청소년단 산하의 독일 노동청소년단 대원들은 장래의 노동자와 기술자로 길러졌다. 이들의 상징은 나치의 스바스티카와 함께 떠오르는 태양을 상징한 것이었다. 독일소녀동맹의 경우에도 지역의 교육에서 우수한 성적을 거둔 대원을 가려 뽑아 지도자를 육성하는 훈련 캠프를 운용하였다.
히틀러 청소년단은 자체 선전 활동의 일환으로 《히틀러 청소년단 신문》, 《청소년 돌격대》, 《독일 청소년 뉴스》와 같은 주간 및 월간 잡지가 발행되었다.

## 이념

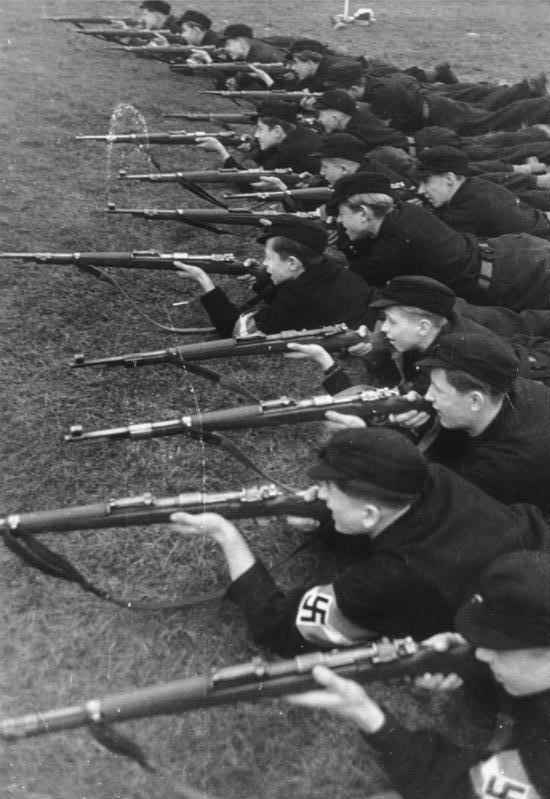
1943년 무렵 히틀러 청소년단의 군사훈련

히틀러 청소년단의 대원은 나치 독일의 미래라 불렸고 인종 차별을 포함한 나치 이데올로기를 주입받았다. 이들은 아리아인의 인종적 우수성과 유대인 및 슬라브인은 저열하다는 나치의 선전을 세뇌받았다. 나치는 배후중상설과 함께 유대인과 슬라브인들이 제1차 세계 대전에서 독일이 패배하게된 국가의 적이라 가르쳤다. 여러 청소년 단체들이 활동하던 시기 히틀러 청소년단은 교회 청소년 그룹이나 성경 공부 모임에 참여하여 이들의 동향을 살피고 때로는 교회의 모임을 방해하며 종교적 청소년 단체의 분열을 시도하였다.
히틀러 청소년단의 교육과 훈련은 독일 사회가 지닌 전통적 가치를 손상시키는 것이었다. 또한 사회의 각 계층이 갖고 있던 다양한 지적 차별을 모두 제거하고 오로지 히틀러의 전체주의 독재를 지지하도록 하는 정치적 목적을 지니고 있었다. 이들은 나치가 쥐어준 책만을 읽고 나치가 가르친 노래만을 배우며 세뇌되었다. 나치는 대원들에게 "히틀러 청소년단이 다 죽어도 독일은 살아야 한다"며 극단적 태도를 고취하였다.
대다수의 다른 청소년 단체와 같이 히틀러 청소년단도 캠핑과 하이킹 같은 스카우트 운동의 활동 방식에서 많은 부분을 참조하였다. 그러나 정작 독일 스카우트는 1935년 금지되었다. 나치는 스카우트 운동에 내재되어 있는 군사적인 부분은 강조하고 자율성과 재미 등의 요소는 축소시키면서 청소년 단체의 운영 지침을 자신들의 입맛에 맞게 조정하였다. 나치는 사관학교의 것을 참조하여 히틀러 청소년단을 훈련시켰고 육체적 강인함이 강조되었다. 스포츠와 건강을 위한 활동 마저도 병사의 육성과 연결되었고 히틀러는 수시로 이러한 점을 강조하였다. 1936년 발간된 나치독일의 국제관계 문서 가운데 하나는 총통이 새세대로 성장하는 청소년의 우월한 육상 스포츠 능력이 곳 전장에서 포연을 헤치고 달려나갈 수 있는 바탕이 되는 것이라 교시하였다고 적고 있다. 특히 제식 훈련, 사격술, 각개 전투와 같이 전쟁에 필요한 훈련이 강조되어 독일은 점차 병영국가로 변모하였다.
1937년 히틀러 청소년단은 에르빈 롬멜의 요청에 따라 "독일 군사 교범"을 훈련 과정에 도입하여 사격술을 가르치기 시작하였다. 이로서 히틀러 청소년단은 실제 전투에 투입될 수 있는 "청소년 군대"가 되었다. 1938년 동안 사격술을 훈련받은 대원은 1백5십만 명이었다. 1939년에는 사격술에 이어 각개 전투 훈련이 도입되었고 이해 말, 5만1천5백 여 명의 대원이 과정 이수 메달을 수여받았다.

## 2차 대전

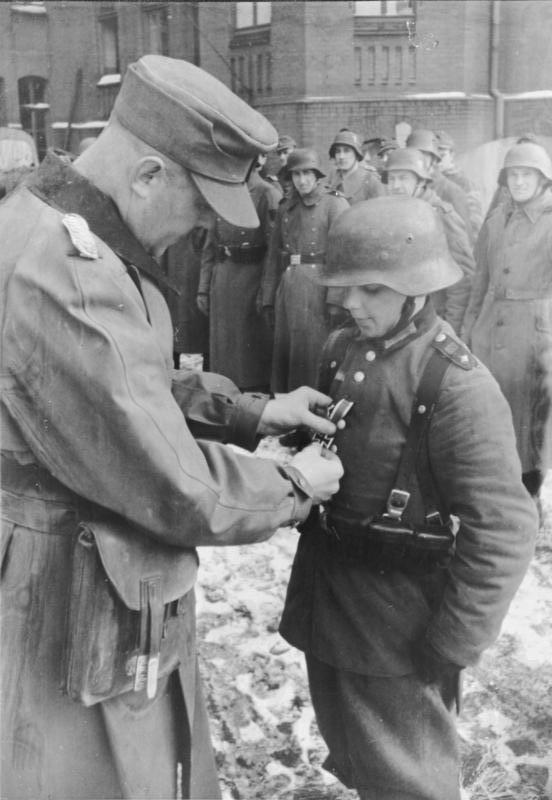
1945년 3월 철십자 훈장을 수여받고 있는 16세의 빌리 휘브너

제2차 세계 대전이 일어나기 직전인 1939년 8월 15일 히틀러 청소년단의 지도자 시라흐는 나치 국방부 원수였던 빌헬름 카이텔이 요구한 "방어 훈련"을 수락하였다.
1940년 8월 8일 아르투어 악스만이 시라흐를 대신하여 국가소년단총통의 자리에 올랐다. 악스만은 히틀러 청소년단을 실전에 투입할 수 있는 보조군으로 재편하였다. 나치는 연합군의 전략 폭격에 의한 화재 진압이나 우편물의 배송, 철도 수송의 보조, 정부 업무 보조와 같은 업무부터 히틀러 청소년단을 동원하기 시작하였다. 전쟁 초기 방공망의 운용에도 보조 인력으로 참가하기도 하였다.
전황이 불리해지면서 나치 독일은 히틀러 청소년단을 야전에도 배치하였다. 1944년 노르망디 상륙 작전에서는 제12SS기갑사단 히틀러유겐트가 방어 군력으로 연합군에 맞섰다. 이들은 교전 중에 사로잡은 캐나다군 포로를 학살하여 전후 전범재판을 받았다. 서부 전선에서 계속하여 후퇴하던 독일은 결국 12세의 소년마저 전투 병력을 내보냈다. 베를린 전투에서 악스만은 히틀러 청소년단을 직접 지휘하여 전투를 치렀다. 소년병의 운용을 탐탁치 않게 여겼던 베를린 수도방위사령관 헬무트 바이틀링은 히틀러 청소년단 대원들의 해산을 명령하였으나 지휘 체계 혼선으로 청소년들이 우왕좌왕 하는 가운데 소련의 붉은 군대와 교전을 벌이게 되었다. 이 전투에서 청소년 여단의 생존자는 고작 두 명에 불과하였다.
전쟁 이후 청소년단은 포로 학살 등의 여러 전쟁 범죄와 관련하여 기소되었다.

## 전후

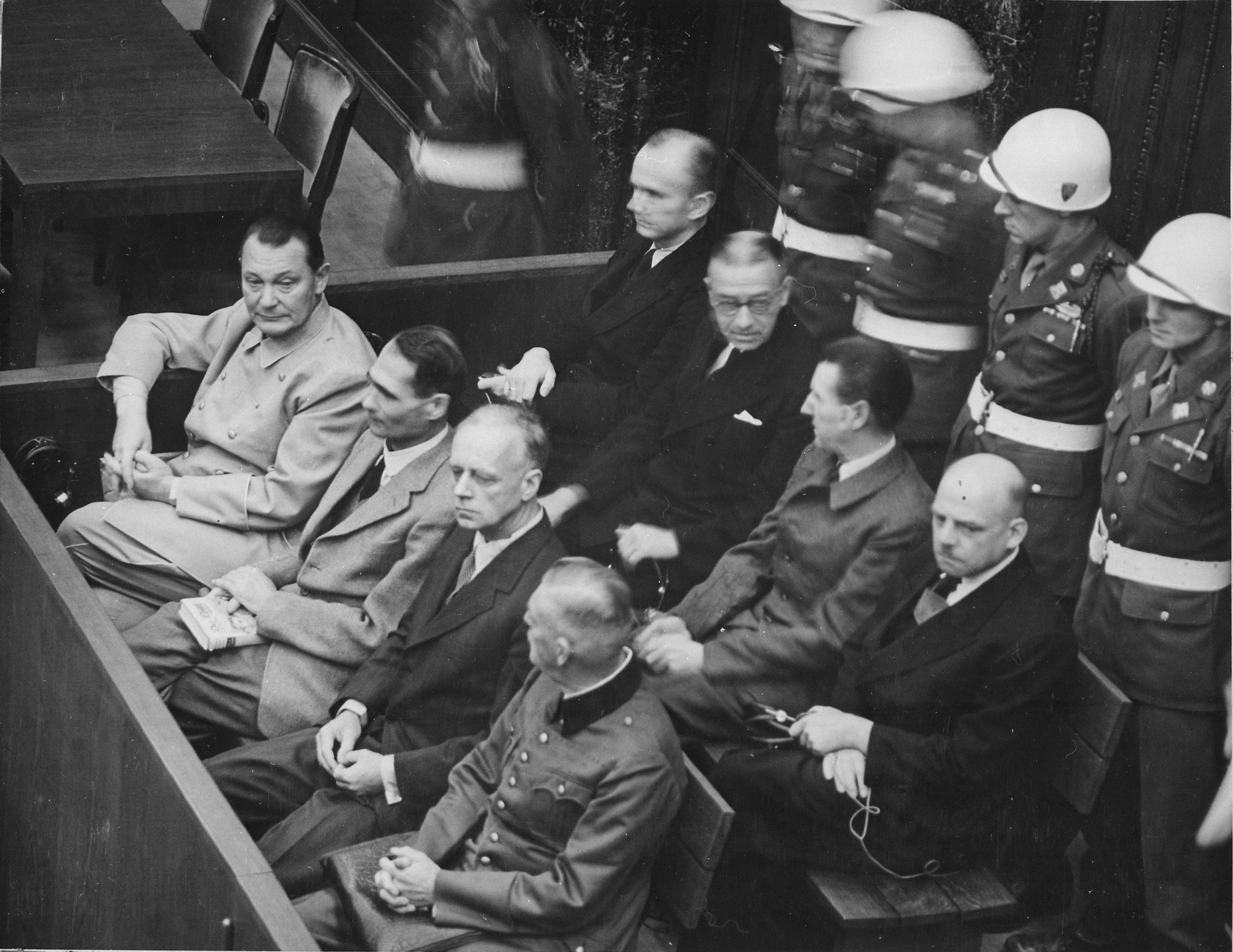
뉘른베르크 전범 재판의 피고로 앉은 피틀러 청소년단 지도자 발두어 폰 시라흐(두번째 열 오른쪽에서 두번째)

연합군은 독일 탈나치화의 일환으로 히틀러 청소년단을 해체하였다. 일부 대원들이 전쟁 범죄로 기소되기는 하였으나 대부분이 어린이에 불과하였기 때문에 중형을 선고받지는 않았다. 그러나 이들을 훈련시킨 성인 지도자들은 뉘른베르크 국제군사재판에 기소되었다. 히틀러 청소년단을 세우고 확대시킨 발두어 폰 시라흐는 20년 형을 선고받았다. 시라흐는 전쟁 기간 동안 소년병에 의해 저질러진 전쟁 범죄는 자신의 책임이 아니라 후임자인 악스만의 탓이라고 항변하였지만 오히려 악스만은 39개월 형을 받는데 그쳤다.
전쟁 이후 빠르게 진행된 냉전 체제의 구축 속에서 독일은 서독과 동독으로 나뉘었고, 이제 성인이 되어 양측으로 갈라진 1920년대에서 1930년대에 태어난 사람들은 대부분 어린 시절 히틀러 청소년단 대원 경험을 가지고 있었다. 동서독 두 국가 모두 놀라울 정도로 체제에 반대하는 움직임이 없었는데, 이는 모두가 경험하였던 히틀러 청소년단의 체제 순응 교육이 일정 정도 작용하였을 것이라는 견해가 있다. 한 때 히틀러 청소년단의 대원이었던 이들이 자신의 어린 시절을 되돌아 보고 "전쟁 범죄 가담"과 "자유 상실"을 자각하게 된 것은 한 참 세월이 흐른 뒤였다. 더욱 세월이 흘러 이들이 사회에서 지도자의 지위가 되는 노년에 이르러서야 "독재의 명령에 따라 수백만을 살해한" 끔직한 과거를 되돌아보며 평생에 걸쳐 "영혼의 상처"를 안고 살았음을 회고할 수 있었다.

## 같이 보기
- 민족사회주의 독일 학생동맹
- 독일소년단
- 백장미단
- 홍위병(문화대혁명)
- 조선소년단
- 김일성사회주의청년동맹

## 참고 문헌
- Bartoletti, Susan Campbell (2005). 《Hitler Youth: Growing Up in Hitler's Shadow》. New York: Scholastic Nonfiction. ISBN 9780439353793.
- Bennecke, Fritz (1937). “Vom deutschen Volk und seinem Lebensraum. Handbuch für die Schulung in der HJ” [From the German people and their living space. Manual for the training in the HJ]. 《German Propaganda Archive》 (독일어).
- Blatman, Daniel (2011). 《The Death Marches: The Final Phase of Nazi Genocide》. Cambridge, MA and London: The Belknap Press of Harvard University Press. ISBN 978-0-67405-049-5.
- Bonney, Richard, 편집. (2009). 《Confronting the Nazi War on Christianity: The Kulturkampf Newsletters, 1936–1939》. Bern: Peter Lang. ISBN 978-3-03911-904-2.
- Butler, Rupert (1986). 《Hitler's Young Tigers: The Chilling True Story of the Hitler Youth》. London: Arrow Books. ISBN 0-09-942450-9.
- CIA (1999년 8월 24일). “Records Integration Title Book” (PDF). 2017년 1월 23일에 원본 문서 (PDF)에서 보존된 문서. 2018년 12월 11일에 확인함.
- Cocks, Geoffrey (February 2007). “Sick Heil: Self and Illness in Nazi Germany”. 《Osiris》 22: 93–115. doi:10.1086/521744. PMID 18175467. S2CID 40551973. 2022년 11월 17일에 확인함.
- Cogen, Marc (2012). 《Democracies and the Shock of War: The Law as a Battlefield》. London and New York: Routledge. ISBN 978-1-40944-363-6.
- Dear, Ian; Foot, M.R.D., 편집. (1995). 《The Oxford Guide to World War II》. Oxford; New York: Oxford University Press. ISBN 978-0-19-534096-9.
- Evans, Richard (2006). 《The Third Reich in Power》. New York: Penguin. ISBN 978-0-14303-790-3.
- Forty, George (2004). 《Villers Bocage》. Battle Zone Normandy. Sutton Publishing. ISBN 0-7509-3012-8.
- Fritzsche, Peter (2009). 《Life and Death in the Third Reich》. Harvard University Press. ISBN 978-0-674-03374-0.
- Fulbrook, Mary (2011). 《Dissonant Lives: Generations and Violence Through the German Dictatorships》. Oxford; New York: Oxford University Press. ISBN 978-0199287208.
- Grunberger, Richard (1971). 《The 12-Year Reich: A Social History of Nazi Germany, 1933–1945》. New York: Henry Holt & Co. ISBN 0-03-076435-1.
- Hamilton, Charles (1984). 《Leaders & Personalities of the Third Reich, Vol. 1》. R. James Bender Publishing. ISBN 0-912138-27-0.
- Hildebrand, Klaus (1984). 《The Third Reich》. London and New York: Routledge. ISBN 0-0494-3033-5.
- Kater, Michael H. (2004). 《Hitler Youth》. Cambridge, MA: Harvard University Press. ISBN 0-674-01496-0.
- Klee, Ernst (2005). 《Das Personenlexikon zum Dritten Reich. Wer war was vor und nach 1945》 [The Person Encyclopedia of the Third Reich. Who was what before and after 1945] (독일어). Frankfurt am Main: Fischer Taschenbuch Verlag. ISBN 978-3-59616-048-8.
- Koch, H. W. (1996) [1975]. 《The Hitler Youth: Origins and Development, 1922–1945》. New York: Barnes and Noble. ISBN 978-0880292368.
- Lepage, Jean-Denis G.G. (2009). 《Hitler Youth, 1922–1945: An Illustrated History》. Jefferson, NC; London: McFarland & Co. ISBN 978-0-78643-935-5.
- Littlejohn, David (1988). 《The Hitler Youth》. Somerset, KY: Agincourt. ISBN 0-934870-21-7.
- McNab, Chris (2009). 《The Third Reich》. Amber Books Ltd. ISBN 978-1-906626-51-8.
- McNab, Chris (2013). 《Hitler's Elite: The SS 1939–45》. Osprey. ISBN 978-1-78200-088-4.
- Mühlberger, Detlef (2004). 《Hitler's Voice: The Völkischer Beobachter, 1920–1933》. 1 [Organisation & Development of the Nazi Party]. Bern: Peter Lang. ISBN 978-3906769721.
- Mühlhäuser, Regina (2014). 〈A Question of Honor: Some Remarks on the Sexual Habits of German Soldiers during World War II〉.   Wolfgang Bialas; Lothar Fritze. 《Nazi Ideology and Ethics》. Newcastle upon Tyne: Cambridge Scholars. ISBN 978-1-44385-422-1.
- Müller, Albert (1943). 《Die Betreuung der Jugend: Überblick über eine Aufgabe der Volksgemeinschaft》 [The care of the youth: overview of a task of the national community] (독일어). Berlin: Eher Verlag.
- Priepke, Manfred (1960). 《Die evangelische Jugend im Dritten Reich 1933–1936》 [The Protestant youth in the Third Reich 1933–1936] (독일어). Frankfurt: Norddeutsche Verlagsanstalt.
- Rathkolb, Oliver (2022). 《Baldur von Schirach: Nazi Leader and Head of the Hitler Youth》. Pen & Sword. ISBN 978-1-39902-096-1.
- Rees, Laurence (2012). 《Hitler's Charisma: Leading Millions into the Abyss》. New York: Vintage Books. ISBN 978-0-30738-958-9.
- Rempel, Gerhard (1989). 《Hitler's Children: The Hitler Youth and the SS》. Chapel Hill, NC: University of North Carolina Press. ISBN 978-0-8078-4299-7.
- Shirer, William (1990). 《The Rise and Fall of the Third Reich》. New York: MJF Books. ISBN 978-1-56731-163-1.
- Stachura, Peter D. (1975). 《Nazi Youth in the Weimar Republic》. Santa Barbara, CA: Clio Books. ISBN 978-0-87436-199-5.
- Stachura, Peter D. (1998). 〈Hitler Youth〉.   Buse, Dieter; Doerr, Juergen. 《Modern Germany: An Encyclopedia of History, People, and Culture 1871–1990》. 2 Vols. New York: Garland Publishing. ISBN 978-0-81530-503-3.
- Stargardt, Nicholas (2015). 《The German War: A Nation Under Arms, 1939–1945》. New York: Basic Books. ISBN 978-0-46501-899-4.
- Stein, George H. (1984). 《The Waffen SS: Hitler's Elite Guard at War, 1939–1945》. Ithaca, NY: Cornell University Press. ISBN 0-8014-9275-0.
- Stellrecht, Helmut (1938). “Glauben und Handeln. Ein Bekenntnis der jungen Nation” [Belief and Action. A commitment of the young nation]. 《German Propaganda Archive》 (독일어).
- Stephens, Frederick John (1973). 《Hitler Youth: History, Organisation, Uniforms and Insignia》. Alnark Publishing. ISBN 0855241047.
- Tunis, John R. (1936). “The Dictators Discover Sport”. 《Foreign Affairs》.
- United States Holocaust Memorial Museum (2007). 《Nazi Ideology and the Holocaust》. Washington DC: United States Holocaust Memorial Museum. ISBN 978-0-89604-712-9.
- Verlag Moritz Ruhl (1936). 《Deutsche Uniformen》 [German Uniforms] (독일어). Leipzig: Verlag Moritz Ruhl.
- Williamson, David (2002). 《The Third Reich》. London: Longman Publishers. ISBN 978-0-58236-883-5.
- Wilson, A.N. (2012). 《Hitler》. New York: Basic Books. ISBN 978-0-46503-128-3.
- Zentner, Christian; Bedürftig, Friedemann (1991). 《The Encyclopedia of the Third Reich》. New York: Macmillan Publishing. ISBN 0-02-897500-6.